# Piano di Casa Mata
Il Piano di Casa Mata fu un piano proclamato nel febbraio 1823 da Antonio López de Santa Anna al quale posteriormente si uniranno Vicente Guerrero, Nicolás Bravo e altri capi dell'esercito imperiale (l'esercito dello stesso Iturbide) come Echeverri, Cortazar e Lobato. Aveva l'intenzione di restaurare il congresso e di dichiarare nullo l'impero, non riconoscendo in Agustín de Iturbide l'Imperatore del Messico.
Questo documento cambia la forma di governo del Messico da monarchia a repubblica e provoca la salita al potere di Guadalupe Victoria, che diventerà il primo presidente del Messico.

## Precedenti
Le cospirazioni massoniche avevano come fine ultimo quello di distruggere l'impero di Iturbide a favore della repubblica, però queste furono scoperte e annientate. Tra i suoi membri vi erano 19 deputati, che furono arrestati. Iturbide decise allora di sciogliere il congresso e insediare una Giunta Nazionale Costituente.
Ci furono varie sollevazioni popolari, tra le quali il sollevamento del dicembre 1822. Il leader ideologico di questa sollevazione tra gli altri era Miguel Santa María, che più tardi coinvolse nel movimento anche Antonio López de Santa Anna.

## Ripercussioni
Agustín de Iturbide spaventato dalla sempre maggior forza del movimento, decise di far riaprire il congresso; che avrebbe deciso se Iturbide doveva seguitare a regnare. Questo però spaventato optò per l'abdicazione e si ritirò in Italia.